# Rhamnus calcicola
Rhamnus calcicola är en brakvedsväxtart som beskrevs av Hatusima. Rhamnus calcicola ingår i släktet getaplar, och familjen brakvedsväxter. Inga underarter finns listade i Catalogue of Life.